# Ферес, Беатрис и Бранка
Беатрис (порт. Beatriz «Bia» Moreira Feres) и Бранка Ферес (порт. Branca Moreira Feres) — бразильские спортсменки-близнецы, выступающие в синхронном плавании. Участницы летних Олимпийских игр 2016 года.

## Биография и карьера
Начали заниматься гимнастикой и плаванием в возрасте 3 лет, синхронным плаванием — с 7 лет. Учились в средней школе Рузвельта в Сиэтле.
Чемпионки Бразилии в юношеском дуэте и взрослом разряде в группе. В 2005 году заняли второе место на Панамериканских юношеских играх в Орландо. В 2007 году стали третьими в группе на Панамериканских играх в Рио-де-Жанейро. Не прошли отбор на участие в летних Олимпийских игр 2008. В 2010 году они покинули национальную команду, чтобы занимались модельной и актёрской карьерой, и вернулись в неё лишь в 2014 году. На Олимпиаде 2016 года заняли 6 место в групповых соревнованиях.
Снимались в телесериалах «Секрет тропиканки» (1 эпизод, 1993), «Два лица» (30 эпизодов, 2008). Заняли второе место в рейтинге «Самых сексуальных спортсменок мира» по версии журнала The Popcrunch. В 2009 году снялись в фотосессии для бразильской версии журнала Maxim.